# صلفاحة
صُلْفَاحَة (الاسم العلمي Cirroteuthis)، حيوان بحري مفترس وحيد الجنس والنوع من الرخويات وفصيلة الصلفاحيات. اعطانه بحار البلاد الباردة أخصها بحر الشمال. جسمه بيضيّ الشكل. زعانفه ضيقة مستديرة الأطراف. رأسه مستضخم الجرم يحمل ثمانية جوامز محظّبة، متساوية الطول، مجهزة بصف واحد من المحاجم. جرامزه واحظبتها عند انتشارها تشكل قمعًا كبيرًا قاعدته الفم.